# سفارة مصر في بلغاريا
سفارة مصر في بلغاريا هي أرفع تمثيل دبلوماسي لدولة مصر لدى بلغاريا. تقع السفارة في Stolichna Municipality ‏ وهي تهدف لتعزيز المصالح المصرية في بلغاريا.

## وصلات خارجية
- قائمة سفارات مصر
- قائمة السفارات في بلغاريا